# Balacra flavimacula
Balacra flavimacula är en fjärilsart som beskrevs av Walker 1856. Balacra flavimacula ingår i släktet Balacra och familjen björnspinnare. Inga underarter finns listade i Catalogue of Life.